# John Grosvenor Beevor
John Grosvenor Beevor OBE (* 1. März 1905 in Newark-on-Trent; † 26. Februar 1987 in London) war ein britischer Nachrichtendienstoffizier und Manager.

## Wirken
Von Januar 1939 bis Dezember 1946 diente John G. Beevor in der nachrichtendienstlichen Eliteeinheit Special Operations Executive (SOE); zuletzt im temporären Rang eines Oberstleutnants.
1947 wurde er Berater der britischen Delegation bei der Marshallplankonferenz. Er war Managing Director der 1948 gegründeten Commonwealth Development Corporation (CDC), eine der Organisationen, die die Idee Robert Garners und anderer World Bank-Mitglieder verfolgte, eine Organisation zu gründen, um die Wirtschaft in den ehemaligen britischen Kolonialgebieten zu stärken. Von 1956 bis 1964 war er Vizepräsident der International Finance Corporation (IFC) und dort später bis 1974 Finanzberater.
Beevor war in leitender Funktion bei vielen Unternehmen tätig, beispielsweise Chairman bei Doulton & Co., Direktor der Williams and Glyn's Bank und der Glaxo Group, Mitglied im Institutsrat des Overseas Development Institute, Mitglied im North Thames Gas Board und Partner von Slaughter and May.
Von 1933 bis 1956 war John G. Beevor mit Carinthia Jane, geborene Waterfield (1911–1995), verheiratet, in zweiter Ehe ab 1957 mit Mary Christine Grepe. Einer seiner Söhne ist der Historiker Antony Beevor.

## Auszeichnungen
- 13. Dezember 1945: Officer des Order of the British Empire

## Veröffentlichungen
- John Grosvenor Beevor: SOE: Recollections and Reflections, 1940–1945. Bodley Head, London 1981